# Fartuch (kajakarstwo)
Fartuch to element wyposażenia kajakarza. Zakładany na kokpit zapobiega wlewaniu się wody do wnętrza kajaka. Najczęściej używany w zimie, przez kajakarzy nizinnych, kiedy woda jest bardzo zimna oraz przez kajakarzy górskich przez cały rok.

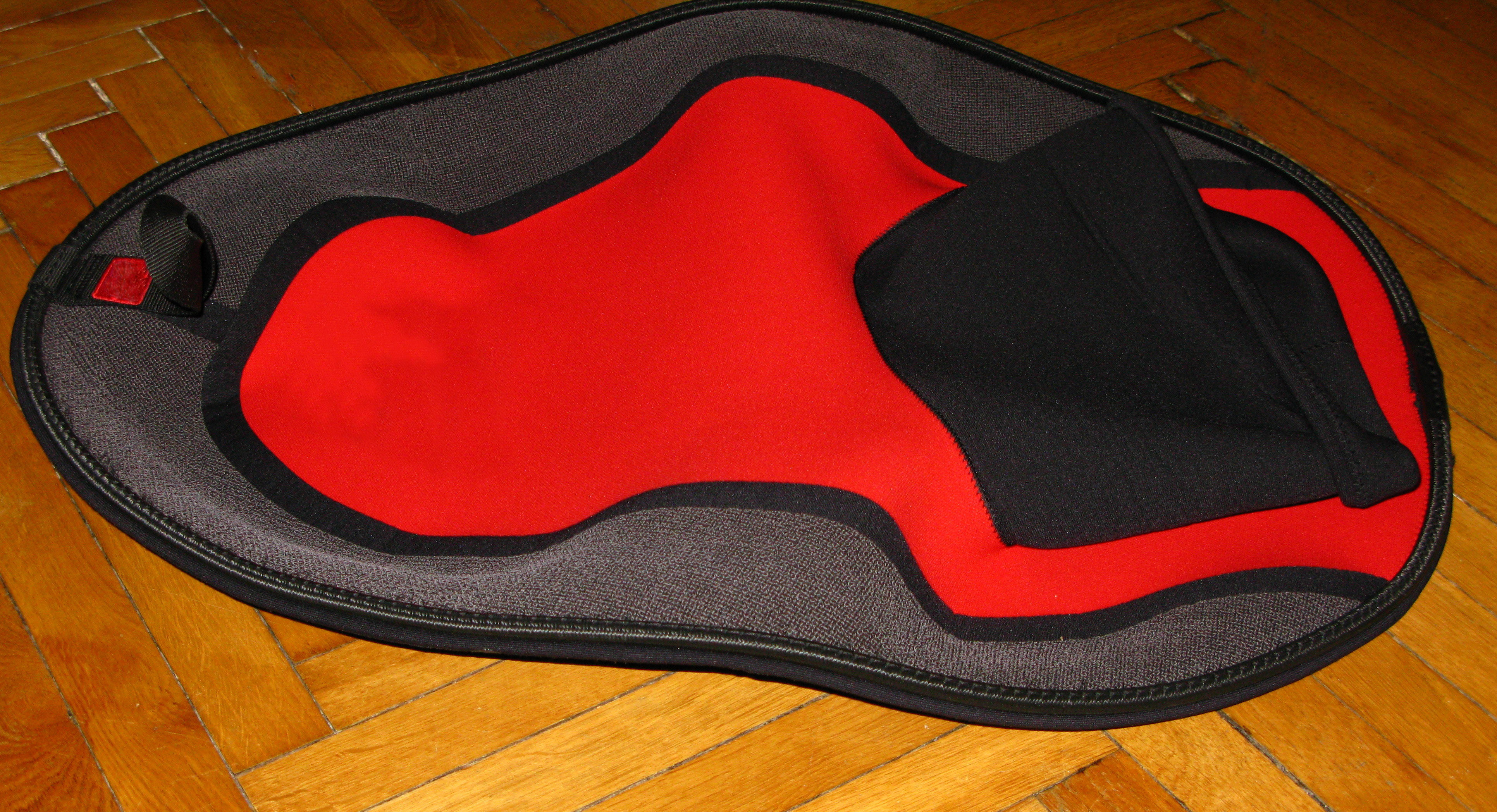
Fartuch neoprenowy do kajakarstwa górskiego

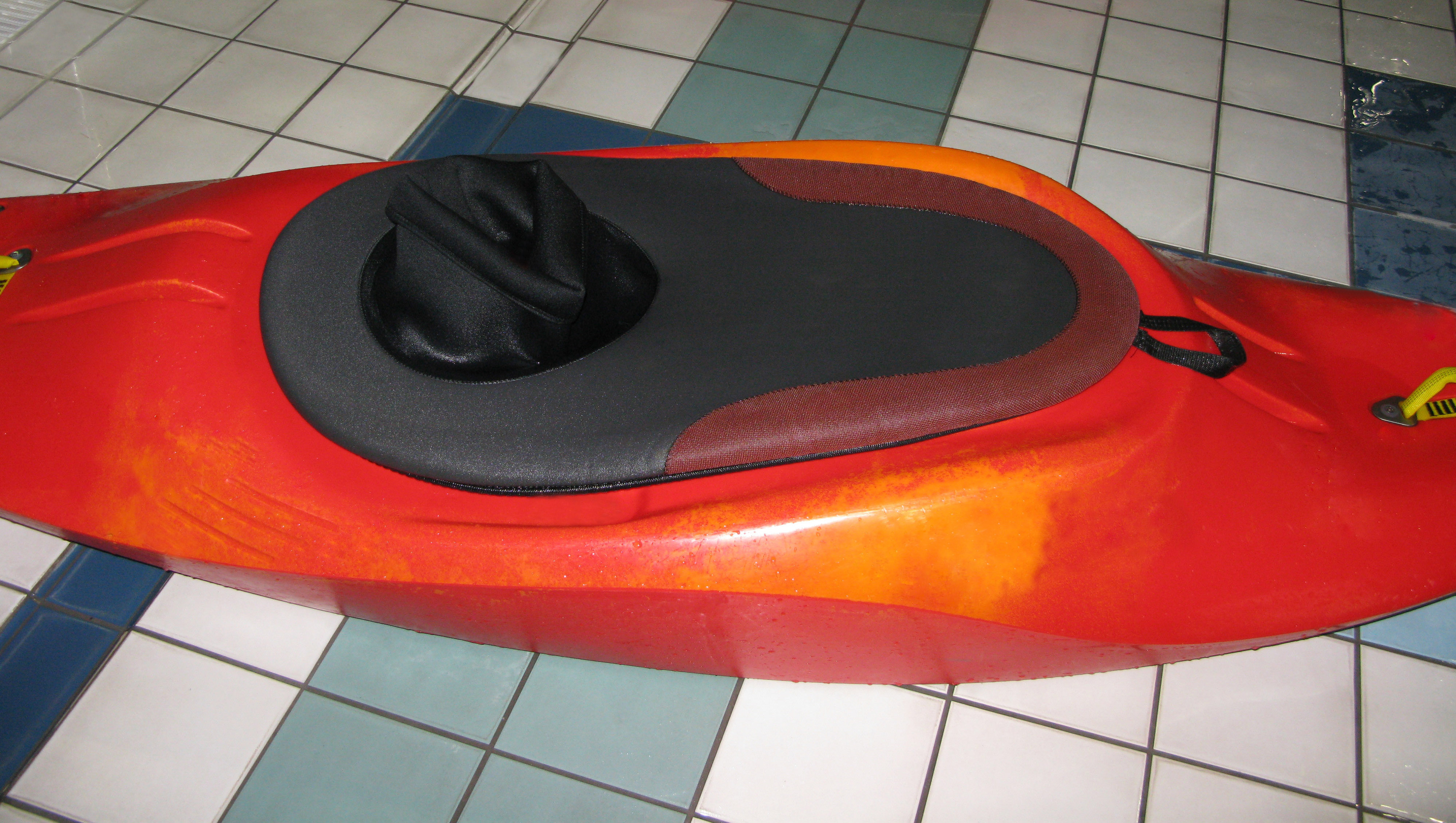
Fartuch neoprenowy założony na kajak do Freestyle'u

Fartuchy mogą być wykonane z nieprzemakalnych tworzyw sztucznych (nylon, kordura, PVC), pianki neoprenowej, lub kombinacji tych materiałów.
Fartuch składa się z:
- komina (zakładanego na tułów kajakarza),
- części zasłaniającej kokpit kajaka,
- ucha lub paska, umożliwiającego łatwe ściągnięcie fartucha.